# Центральна Словаччина
48°46′ пн. ш. 19°11′ сх. д. / 48.76° пн. ш. 19.19° сх. д.
Центра́льна Слова́ччина (словац. Stredné Slovensko) — центральна частина Словаччини, залежно від контексту може означати: 
- центральна частина Словаччини, включно з Турчанську котлину , Горнонітрянську котліну, Жиарську котлину , Плеєшську котліну, Зволенську котліну , Хорехронське подолі, а також гірський хребет, що їх охоплює, а також західну (Гемер) частину Словенського рудохорія.[1];
- традиційно: Turcianska stolica, Zvolenská stolica (крім південної частини) і Gemerska stolica (крім Ґемери басейну);
- адміністративна одиниця 1960–1990 рр: Середньословацька область
- в статистиці Євростату (з кінця ХХ століття): Центральна Словаччина RŠÚJ Stredné Slovensko — статистичний регіон NUTS 2: територія Жилінського та Банськобистрицького країв.

## Поділ регіону
| RŠÚJ 2 · NUTS 2 · RŠÚJ Stredné Slovensko · код: SK03 | RŠÚJ 2 · NUTS 2 · RŠÚJ Stredné Slovensko · код: SK03 | RŠÚJ 2 · NUTS 2 · RŠÚJ Stredné Slovensko · код: SK03 | RŠÚJ 2 · NUTS 2 · RŠÚJ Stredné Slovensko · код: SK03 |
| RŠÚJ 3 · NUTS 3                                      | RŠÚJ 3 · NUTS 3                                      | LŠÚJ 1 · LAU 1                                       | LŠÚJ 1 · LAU 1                                       |
| край                                                 | код                                                  | округ                                                | код                                                  |
| ---------------------------------------------------- | ---------------------------------------------------- | ---------------------------------------------------- | ---------------------------------------------------- |
| Жилінський край                                      | SK031                                                | Битча                                                | SK0311                                               |
| Жилінський край                                      | SK031                                                | Чадца                                                | SK0312                                               |
| Жилінський край                                      | SK031                                                | Дольни Кубін                                         | SK0313                                               |
| Жилінський край                                      | SK031                                                | Кисуцьке Нове Место                                  | SK0314                                               |
| Жилінський край                                      | SK031                                                | Ліптовський Мікулаш                                  | SK0315                                               |
| Жилінський край                                      | SK031                                                | Мартін                                               | SK0316                                               |
| Жилінський край                                      | SK031                                                | Наместово                                            | SK0317                                               |
| Жилінський край                                      | SK031                                                | Ружомберок                                           | SK0318                                               |
| Жилінський край                                      | SK031                                                | Турчянське Тепліце                                   | SK0319                                               |
| Жилінський край                                      | SK031                                                | Тврдошін                                             | SK031A                                               |
| Жилінський край                                      | SK031                                                | Жиліна                                               | SK031B                                               |
| Банськобистрицький край                              | SK032                                                | Банська Бистриця                                     | SK0321                                               |
| Банськобистрицький край                              | SK032                                                | Банська Штявниця                                     | SK0322                                               |
| Банськобистрицький край                              | SK032                                                | Брезно                                               | SK0323                                               |
| Банськобистрицький край                              | SK032                                                | Детва                                                | SK0324                                               |
| Банськобистрицький край                              | SK032                                                | Крупіна                                              | SK0325                                               |
| Банськобистрицький край                              | SK032                                                | Лученец                                              | SK0326                                               |
| Банськобистрицький край                              | SK032                                                | Полтар                                               | SK0327                                               |
| Банськобистрицький край                              | SK032                                                | Ревуца                                               | SK0328                                               |
| Банськобистрицький край                              | SK032                                                | Рімавска Собота                                      | SK0329                                               |
| Банськобистрицький край                              | SK032                                                | Вельки Кртіш                                         | SK032A                                               |
| Банськобистрицький край                              | SK032                                                | Зволен                                               | SK032B                                               |
| Банськобистрицький край                              | SK032                                                | Жарновіца                                            | SK032C                                               |
| Банськобистрицький край                              | SK032                                                | Ж'яр-над-Гроном                                      | SK032D                                               |